# Žiguli
Žiguli is een Estisch biermerk. Het bier wordt gebrouwen in Brouwerij Viru in Haljala. Žiguli was het eerste bier dat in 1975 gebrouwen werd na de oprichting van de brouwerij tijdens het Sovjetregime. Het was populair en werd in verschillende varianten uitgebracht. In de jaren 1990 verdween het bier uit het assortiment maar in 2010 werd het merk opnieuw op de markt gebracht.
Het is een blondkleurige lager met een alcoholpercentage van 4,6%.